# Grottoes
Grottoes ist eine Stadt sowohl im Rockingham County als auch im Augusta County im US-Bundesstaat Virginia. Das U.S. Census Bureau hat bei der Volkszählung 2020 eine Einwohnerzahl von 2.899 ermittelt.

## Geographie
Die Stadt liegt größtenteils an der südlichen Countygrenze des Rockingham County sowie mit einem geringen Teil im Augusta County. Laut dem United States Census Bureau leben in dem im Augusta County liegenden Teil sieben Personen.

## Geschichte
Die Gemeinde wurde 1892 unter dem Namen Shendun zur Stadt erhoben. In 1912 wurde der Name in Grottoes geändert.

## Politik
Die Stadt wird durch ein Council Manager Government verwaltet.
| Town Manager                    | Town Manager       | Bürgermeister von Bridgewater | Bürgermeister von Bridgewater | Bürgermeister von Bridgewater | Vize-Bürgermeister | Vize-Bürgermeister | Vize-Bürgermeister |
| Amtszeit                        | Name               | Amtszeit                      | Name                          | Partei/Person                 | Amtszeit           | Name               | Partei/Person      |
| ------------------------------- | ------------------ | ----------------------------- | ----------------------------- | ----------------------------- | ------------------ | ------------------ | ------------------ |
|                                 |                    | 2000–2006                     | Douglas W. Shifflett          | Ind.                          |                    |                    |                    |
|                                 |                    | 2006–2012                     | Joe L. Morris                 | Ind.                          |                    |                    |                    |
| 2013–22. Juni 2018              |                    | 2012–2016                     | Berton Gene Austin jr.        | Ind.                          |                    |                    |                    |
| 2013–22. Juni 2018              | Jeff Nicely        | 2016–2020                     | Emily Rittenhouse Holloway    | Ind.                          |                    |                    |                    |
| 25. Juni 2018– 28. Oktober 2020 | Nathan Garrison    | 2016–2020                     | Emily Rittenhouse Holloway    | Ind.                          |                    |                    |                    |
| 30. November 2020– 9. Mai 2021  | Joe S. Paxton      | 2016–2020                     | Emily Rittenhouse Holloway    | Ind.                          |                    |                    |                    |
| 10. Mai 2021–heute              | Stefanie McAlister | 2020–heute                    | Joanne Lowery Plaster         | Ind.                          | 2020–heute         | David Raynes       | Ind.               |